# Jon Asp
Jon Asp, född 24 juni 1979, är en svensk filmvetare, skribent och filmkritiker.

## Biografi
Asp har recenserat och skrivit om film för Svenska Dagbladet sedan 2016.
Han driver sedan 2016 filmtidskriften POV – point of view, med stöd av distributionsbolaget Triart film.
Han gav 2020 ut POV: filmdagbok: 15 regissörer om vägen till premiär, där aktuella svenska regissörer berättar något om det mödosamma arbetet från idé, finansiering, produktion och slutligen premiär. Asp uttryckte en förhoppning att antologin ska ”ge upphov till samtal om filmens villkor – sociala, politiska och inte minst kreativa”, något han lyckats med enligt recensenten Helena Lindblad även om hon inte finner några "hårtslående filmpolitiska puckar".
Tillsammans med Mattias Nohrborg regisserade han 2025 dokumentärfilmen I huvudet på Bo om filmskaparen Bo Widerberg. Filmen hade premiär på Filmfestivalen i Cannes 2025.